# Pfarrkirche Grundlsee

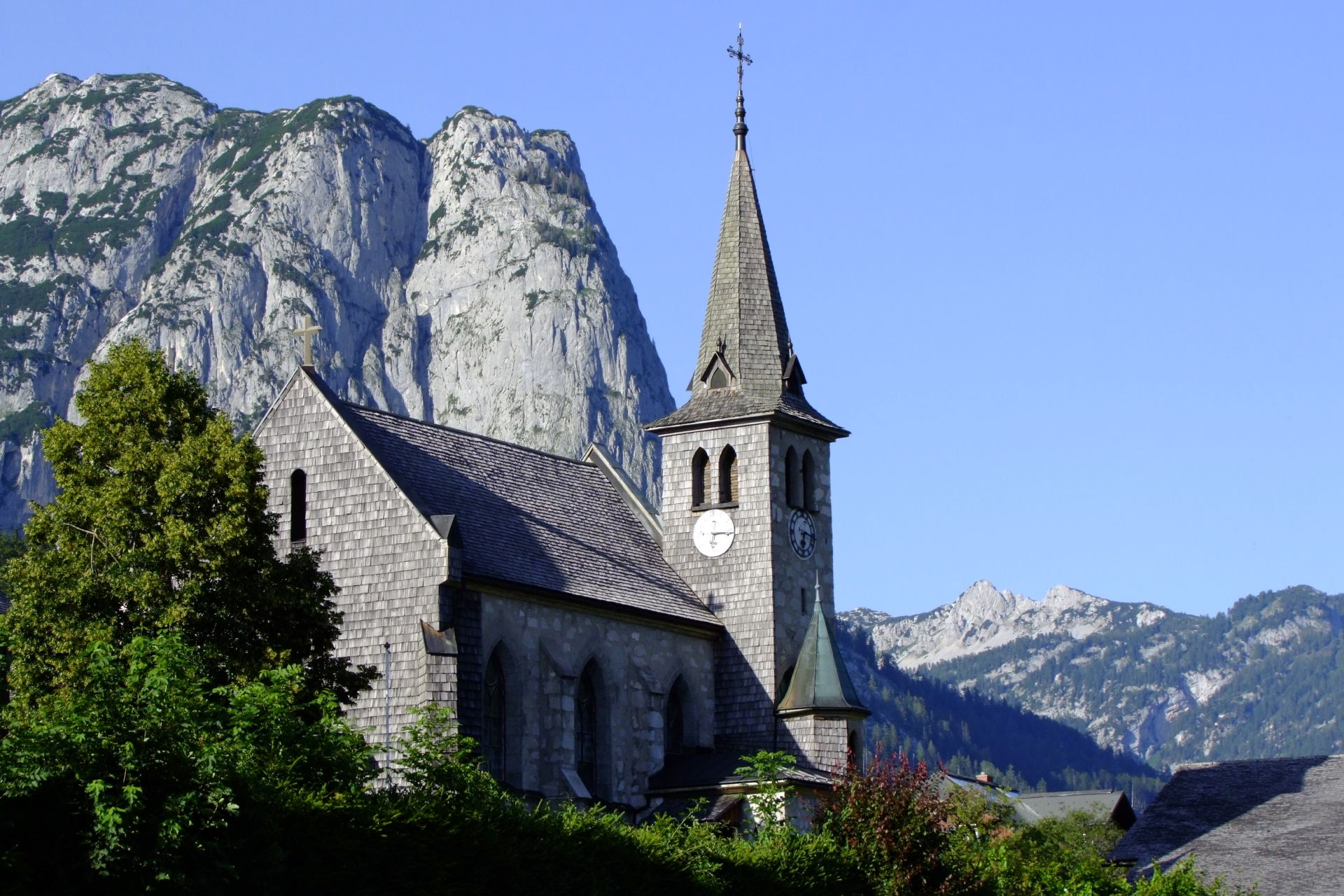
Pfarrkirche Grundlsee

Die Pfarrkirche Grundlsee im Ortsteil Bräuhof in Grundlsee ist eine römisch-katholische Pfarrkirche im Bezirk Liezen im Bundesland Steiermark. Sie ist dem Heiligen Herzen Jesu geweiht. Die Pfarre Grundlsee bildet mit den Pfarren Altaussee und Bad Aussee einen Pfarrverband im Dekanat Oberes Ennstal – Steirisches Salzkammergut.

## Geschichte
Im Jahr 1882 wurde ein aus 14 Männern bestehendes Komitee zur Errichtung einer Kirche in Grundlsee gegründet. Zum Komitee gehörten unter anderen der Graf von Meran, Graf Kesselstatt und Fürst Kinsky und deren Familien. Diese Familien trugen die finanzielle Hauptlast am Bau der Kirche. Am 19. November 1888 nahm Dechant Dr. Köberl die feierliche Grundsteinlegung vor.
Der Bau wurde im neugotischen Stil nach Plänen von Robert Mikovics unter der Leitung des aus Bad Aussee stammenden Baumeisters Max Cordignano errichtet. 
Am 15. September 1889 wurde das Turmkreuz aufgesetzt. Am 12. Juni 1890 wurden die drei Glocken mit einem Gewicht von 176, 87,5 und 48 kg geweiht und aufgezogen. Am folgenden Tag fand die feierliche Weihe des Gotteshauses statt.
Die Kirche war zunächst eine Filialkirche der Pfarre Bad Aussee und wurde 1952 unter Pfarrer Valentin Feiner zur Pfarrkirche erhoben.
Die Turmuhr stammte von der sog. „Troadhüttn“, dem Hofkasten auf dem Chlumeckyplatz in Bad Aussee, welcher 1886 abgetragen wurde. Diese Uhr wurde 1957 durch eine elektrisch betriebene und jene später durch eine Funkuhr ersetzt. Das Läutwerk wurde 1970 elektrifiziert. Die Steingewichte mit Eisenringen von der Hofkastenuhr stehen heute noch als Randsteine auf dem Kirchplatz.

## Architektur und Ausstattung

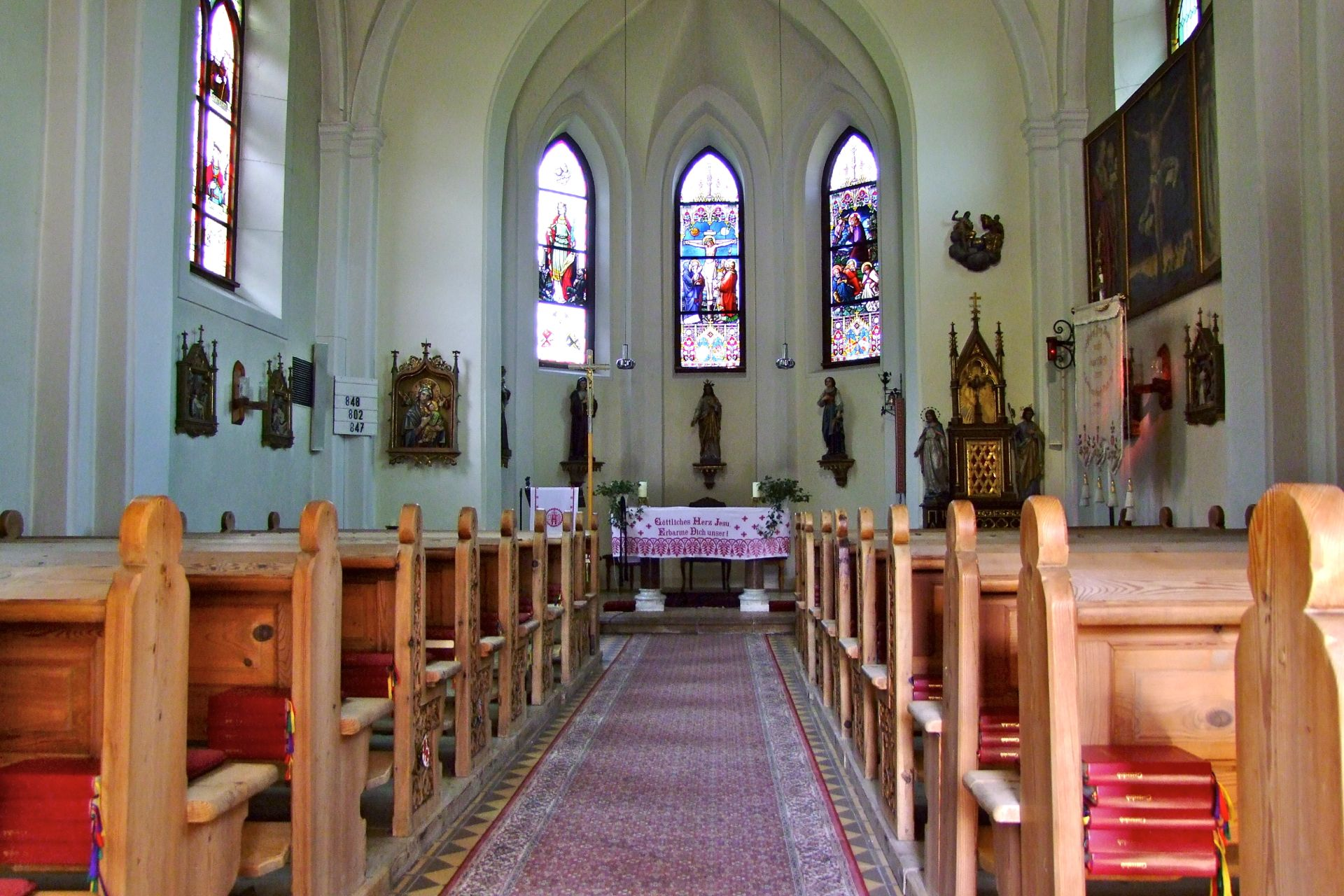
Pfarrkirche Grundlsee von Innen

Die neugotische Inneneinrichtung stammt zum Großteil aus der Zeit um die Jahrhundertwende (Erbauungszeit). 1977 wurde ein Volksaltar aus einem Teil des ursprünglichen Hochaltares errichtet, der ursprüngliche Mittelteil ist heute das Sakramentshäuschen auf der rechten Seite der Kirche.
Die Statuen im Altarraum stellen Jesus, Margareta Maria Alacoque, Notburga und Antonius von Padua dar. Neben dem Sakramentshäuschen stehen ebensolche Figuren des Joseph und Maria. Diese holzgeschnitzten Statuen sind, wie auch das Reliefbild „Gottesmutter der Passion“ auf der linken Seite der Kirchenschiffes und die 14 Kreuzwegstationen, Werke aus dem Grödner Tal. Die Figur der „Madonna auf der Weltkugel“ ist eine Stiftung der Gräfin Czernin von und zu Chudenitz und stammt höchstwahrscheinlich aus der zweiten Hälfte des 16. Jahrhunderts.
Im Chor befinden sich drei Fenster aus der Glaserwerkstätte in Innsbruck. Das linke Fenster zeigt den Gekreuzigten mit der Gottesmutter Maria, Maria Salome, dem Apostel Johannes und einem römischen Hauptmann. Das zweite stellt die Ölbergszene dar. Das dritte Fenster, eine Stiftung von Ferdinand Potnik, ist eine Darstellung der heiligen Barbara mit Bergknappen.
Seit Ostern 2000 ist die Pfarrkirche durch die Initiative von Pfarrer Anton Steinwender mit einer Orgel der Firma Rieger aus Schwarzach (Vorarlberg) ausgestattet.